# Petr Vakoč
Petr Vakoč, né le 11 juillet 1992 à Prague, est un coureur cycliste tchèque. Professionnel sur route entre 2014 et 2021, il a notamment remporté la Flèche brabançonne en 2016, ainsi qu'une étape  du Tour de Pologne 2014 et le championnat de République tchèque sur route en 2015. Il devient professionnel en cross-country marathon en 2022.

## Biographie

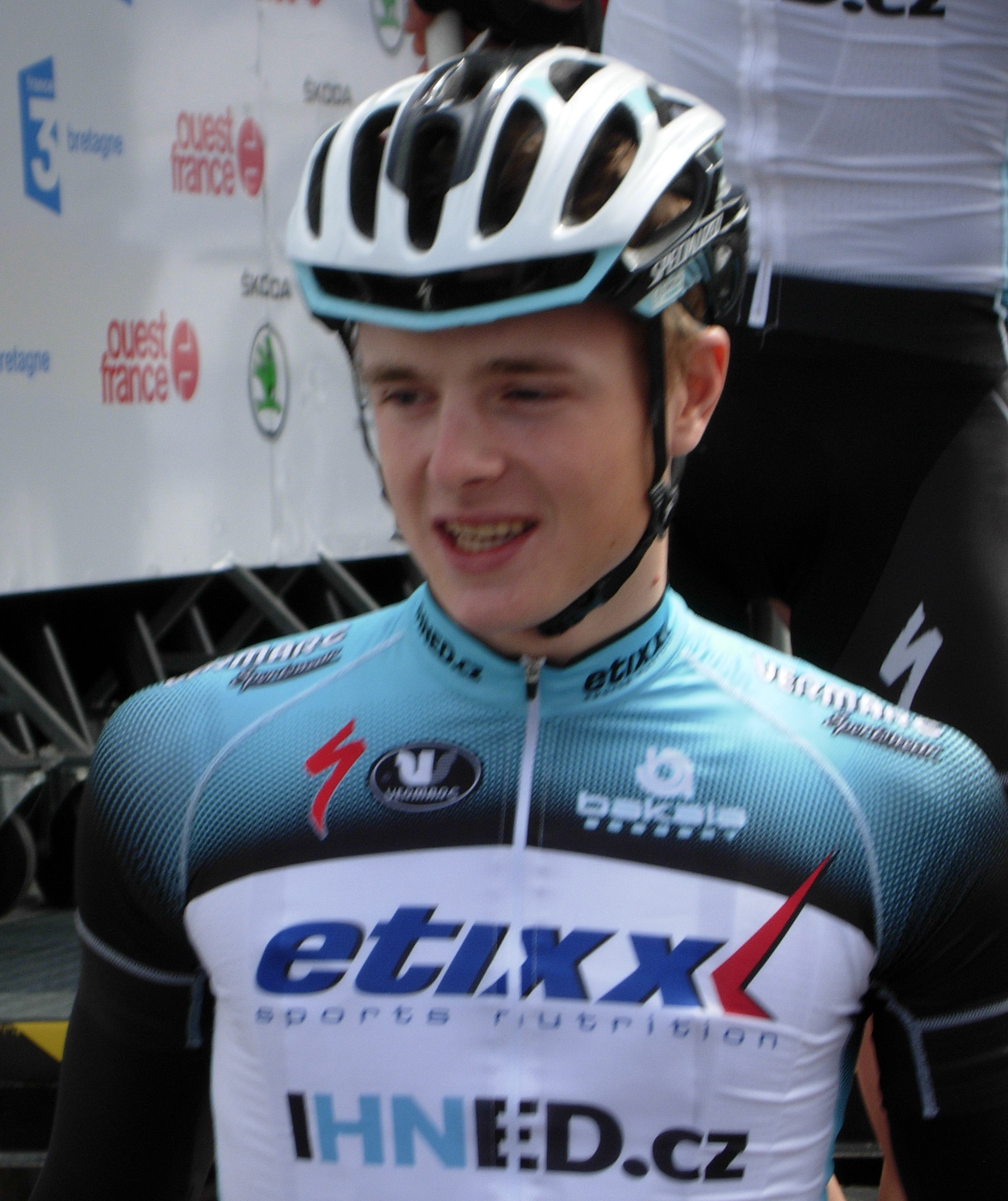
Petr Vakoč lors du Tour de Bretagne 2013.

### Jeunesse et carrière amateur
Petr Vakoč dispute sa première course cycliste à l'âge de six ans. Il commence à s'entraîner régulièrement à partir de dix ans, encadré par l'ancien vice-champion du monde de cyclo-cross Miloslav Kvasnička, puis à la pratiquer « plus sérieusement » en 2006, en rejoignant l'équipe Dukla Prague, où évolue déjà son frère.
En catégorie junior, en 2010, il obtient ses premiers résultats à un niveau international. Il remporte une étape du Tour du Pays de Vaud, dont il prend la deuxième place finale, et se classe également deuxième de la Course de la Paix juniors.
En 2012, il court en France, au Club cycliste Étupes. Bien que ses capacités y soient détectées, lors de tests physiques ou lors d'arrivée en bosse, ses résultats ne sont pas aussi bons qu'espéré. Installé dans l'appartement du club avec deux autres coureurs, dont Warren Barguil, il souffre d'un mal du pays. Il est en outre diminué par une fracture de la clavicule en août. Le mois suivant, il passe des tests à la  Bakala Academy, en République tchèque, qui lui permettent d'intégrer en 2013 Etixx-iHNed, équipe formatrice liée à l'équipe professionnelle Omega Pharma-Quick Step et basée en République tchèque. Il s'illustre durant les mois de juin à août, avec notamment des victoires au classement général du Tour de Slovaquie et du Tour de la communauté de Madrid espoirs, et une médaille d'argent au championnat d'Europe sur route espoirs.

### Carrière professionnelle
Petr Vakoč devient professionnel en 2014 dans l'équipe belge Omega Pharma-Quick Step. En juillet, aux championnats du monde universitaires, il réalise un doublé, remportant la course en ligne et le contre-la-montre. Le mois suivant, au Tour de Pologne, il obtient sa première victoire sur une course World Tour en gagnant la deuxième étape à Varsovie. Il reste en tête du classement général pendant quatre jours et termine dixième. Il dispute ensuite les deux classiques canadiennes, et se classe notamment treizième au Grand Prix de Montréal. Il représente ensuite la République tchèque aux championnats du monde sur route à Ponferrada au contre-la-montre et à la course en ligne, terminant 29e lors de ces deux courses.
Au printemps 2015, Petr Vakoč dispute le Tour d'Italie, son premier grand tour. En juin, il est médaillé de bronze de la course sur route des premiers Jeux européens. Une semaine plus tard, il devient champion de République tchèque sur route en s'imposant en solitaire, après avoir pris la troisième place du championnat contre-la-montre. Entretemps, le contrat qui le lie à son équipe est prolongé jusque fin 2017. En août, il s'impose au classement général du Czech Cycling Tour, puis se classe septième du Tour du Poitou-Charentes. Au Tour de Grande-Bretagne, une victoire en solitaire lui permet de prendre la tête du classement général. Victime d'une chute le lendemain, il perd sa première place et quitte la course. Il représente à nouveau la République tchèque lors des deux compétitions des championnats du monde sur route, à Richmond.
En 2016, il s'illustre sur les courses de début de saison en France. D'abord cinquième du Tour du Haut-Var et deuxième du Tour La Provence, il s'impose fin-février sur la Classic Sud Ardèche, puis le lendemain sur la Drôme Classic. Il enchaîne avec les Strade Bianche, en Italie, dont il prend la cinquième place. En avril, il gagne la Flèche brabançonne, bien aidé dans le final par Julian Alaphilippe. Durant l'été, il dispute son premier Tour de France, puis participe à la course sur route des Jeux olympiques (58e à vingt minutes du vainqueur). En septembre, il est neuvième du Grand Prix de Québec, deuxième du Grand Prix de Wallonie, puis cinquième des premiers championnats d'Europe.
L'année suivante, en 2017, il ne remporte aucun succès mais termine notamment deuxième de la Flèche brabançonne et du championnat de République tchèque du contre-la-montre. Au niveau du World Tour, il termine trois fois dans les dix premiers d'une épreuve. 
En janvier 2018, lors d'un stage en Afrique du Sud, il est victime d'un grave accident. Heurté par derrière par un camion, il souffre de plusieurs fractures aux vertèbres. Après une longue convalescence incluant plusieurs interventions chirurgicales, il ne remonte sur son vélo qu'au début du mois de juin,. N'ayant pas couru en 2018, il reprend la compétition à l'occasion du Tour de San Juan, en janvier 2019. À l'issue de cette saison 2019 où il ne compte que deux podiums sur ses championnats nationaux, il choisit de ne pas prolonger chez Deceuninck-Quick Step et rejoint l'équipe de deuxième division Alpecin-Fenix.
En 2020, il se classe cinquième de la dernière étape du Tour du Luxembourg et neuvième du classement général de cette course. Durant cette saison, il est également troisième de son championnat national, sixième de Paris-Tours et neuvième de son Tour national. Lors de l'année 2021, il se classe dixième de la Drôme Classic et quinzième des Strade Bianche. Il participe à son deuxième Tour de France, qu'il termine 118e, au sein d'une équipe qui a remporté deux victoires d'étape et a vu son leader Mathieu van der Poel porté six jours le maillot jaune. À l'issue de la saison, épuisé par son retour, il décide à 29 ans de mettre un terme à sa carrière et déclare que « Revenir au plus haut niveau du cyclisme professionnel est ce qu'il [je] considère vraiment comme s[m]a plus grande victoire de toutes ». Il annonce poursuivre ses études universitaires en psychologie et sur la nutrition.
Vakoč déclare en février 2022 rester coureur professionnel mais change de discipline pour effectuer du cross-country marathon. Il rejoint la formation Canyon Northwave MTB Team et a notamment comme équipier Andreas Seewald.

## Palmarès et classements mondiaux

### Palmarès
| - 2010 - 2ea étape du Tour du Pays de Vaud - Martigny-Mauvoisin juniors - 2e de la Course de la Paix juniors - 2e du Tour du Pays de Vaud - 3e du championnat de République tchèque sur route juniors - 2011 - Champion de République tchèque du contre-la-montre espoirs - 2e du championnat de République tchèque sur route espoirs - 2012 - 3e de la Ronde du Pays basque - 3e du championnat de République tchèque sur route espoirs - 2013 - Classement général du Tour de Slovaquie - Tour de la communauté de Madrid espoirs : - Classement général - 1re étape - 4e étape du Czech Cycling Tour - Grand Prix Kralovehradeckeho kraje - 2e du championnat de République tchèque sur route espoirs - Médaillé d'argent au championnat d'Europe sur route espoirs - 2e du Mémorial Philippe Van Coningsloo - 3e du championnat de République tchèque du contre-la-montre espoirs - 2014 - Champion du monde sur route universitaire - Champion du monde du contre-la-montre universitaire - 2e étape du Tour de Pologne - 2e du championnat de République tchèque sur route - 2e du championnat de République tchèque du contre-la-montre - 10e du Tour de Pologne | - 2015 - Champion de République tchèque sur route - Czech Cycling Tour : - Classement général - 1re étape (contre-la-montre par équipes) - 2e étape du Tour de Grande-Bretagne - Médaillé de bronze de la course en ligne aux Jeux européens - 3e du championnat de République tchèque du contre-la-montre - 2016 - Classic Sud Ardèche - Drôme Classic - Flèche brabançonne - 2e du Tour La Provence - 2e du Grand Prix de Wallonie - 3e du championnat de République tchèque du contre-la-montre - 5e du championnat d'Europe sur route - 9e du Grand Prix cycliste de Québec - 2017 - 2e de la Flèche brabançonne - 2e du championnat de République tchèque du contre-la-montre - 3e du championnat de République tchèque sur route - 6e de la Cadel Evans Great Ocean Race - 7e du Grand Prix cycliste de Québec - 10e du BinckBank Tour - 2019 - 3e du championnat de République tchèque sur route - 3e du championnat de République tchèque du contre-la-montre - 2020 - 3e du championnat de République tchèque sur route |  |

### Résultats sur les grands tours

#### Tour de France
2 participations
- 2016 : 118e
- 2021 : 118e

#### Tour d'Italie
1 participation
- 2015 : 116e

### Classements mondiaux
| Année                                 | 2011  | 2012 | 2013 | 2014 | 2015 | 2016 | 2017 | 2018 | 2019 | 2020 | 2021 | 2022  |
| ------------------------------------- | ----- | ---- | ---- | ---- | ---- | ---- | ---- | ---- | ---- | ---- | ---- | ----- |
| UCI World Tour                        |       |      |      | 139e | nc   | 170e | 88e  | nc   |      |      |      |       |
| Classement mondial                    |       |      |      |      |      | 46e  | 96e  | nc   | 633e | 175e | 669e | 1307e |
| UCI Europe Tour                       | 1209e | nc   | 17e  |      |      | 10e  | 156e | nc   | 475e | 144e | 530e | 907e  |
| UCI America Tour                      | nc    | nc   | nc   |      |      | 378e | nc   | nc   |      |      |      |       |
|                                       |       |      |      |      |      |      |      |      |      |      |      |       |
| Légende : nc = non classéSource : UCI |       |      |      |      |      |      |      |      |      |      |      |       |